# Scytodidae
Los escitódidos (Scytodidae) son una familia de arañas araneomorfas. La familia incluye cinco géneros y unas 150 especies distribuidas alrededor del mundo. Atrapan su presa lanzando un fluido que inmoviliza al contacto. Pueden ser observados moviéndose de lado a lado, para cubrir su alimento formando un patrón entrecruzado con forma de "Z"; uno de dos poros en los quelíceros emite la mitad del patrón.
Tal como las arañas Sicariidae y Diguetidae estas arañas son haploginas (carecen de órganos genitales femeninos endurecidos) y tienen seis ojos, que están ordenados en tres pares. Se diferencian de estos en tener un prosoma en forma de cúpula y un patrón característico de puntos, que a menudo se asemeja a la escritura árabe o china.

## Géneros
- Dictis L. Koch, 1872 (China a Australia)
- Scyloxes Dunin, 1992 (Tayikistán)
- Scytodes Latreille, 1804 (Todo el mundo)
- Soeuria Saaristo, 1997 (Seychelles)
- Stedocys Ono, 1995 (Malasia, Tailandia)